# 過電圧継電器
過電圧継電器（かでんあつけいでんき、英:Over Voltage Relay）とは、異常な電圧を検知し関係機器に指令を送ることや警報の作動遮断機の引き離しなどができる継電器である。主な使い道としては、電圧低下保護や配電線の短絡故障検出などがある。図面や書類では、英語表記したときのそれぞれの頭文字をとり、OVRとも言われる。

## 過電圧の原因
過電圧となる原因は主に以下の理由がある
1. 送電線・配電線の落雷による電圧上昇
2. 発電機の故障による電圧上昇
3. 中性線の脱落等による欠相

上記の事象が起こってしまった場合には、機器の故障、火災等が考えられる。それら過電圧を防ぐために過電圧継電器を設置する。